# Run (New Cinema 蜥蜴の曲)
「Run」（ラン）は、2002年2月20日に発売されたNew Cinema 蜥蜴の11枚目のシングル。

## 内容
TBS系「JNNスポーツ&ニュース」の最後のテーマソングで、また事実上のラストシングル。コンピレーションアルバム「GIZA studio Masterpiece BLEND 2002」には収録されていない。

## 批評
CDジャーナルは表題曲を「シンプルなエイト・ビートを軸とするオーソドックスなバンド・サウンドにアプローチ、新鮮なイメージを生み出すことに成功している。夢と希望の大切さをまっすぐに綴った歌詞もいい」と評した。

## 収録曲
全曲、作詞:舩木基有、作曲:岩井勇一郎、編曲:New Cinema 蜥蜴
1. Run
2. カナリヤ
3. melancholic child
4. Run (inst.)